# Estadio Fernando Mazuera Villegas
El Estadio Fernando Mazuera Villegas es un estadio de fútbol ubicado en el municipio de Fusagasugá, Cundinamarca, Colombia. Fue inaugurado en 1958 y cuenta con una capacidad para 3000 espectadores. Lleva el nombre del político y exalcalde de Bogotá, Fernando Mazuera Villegas.
En la última fecha del 2006-I el equipo Santa Fe jugo de local ante Atlético Huila , y en la primera fecha  del 2007-I  contra a Atlético Junior.
Entre 2007 y 2008 el escenario deportivo sirvió como sede para los partidos de local del Expreso Rojo, equipo de la Primera B.
En el 2011 albergó nuevamente al Expreso Rojo como sede durante la mitad del torneo 2011-I. Posteriormente no ha vuelto a albergar fútbol profesional.